# Oehrberg

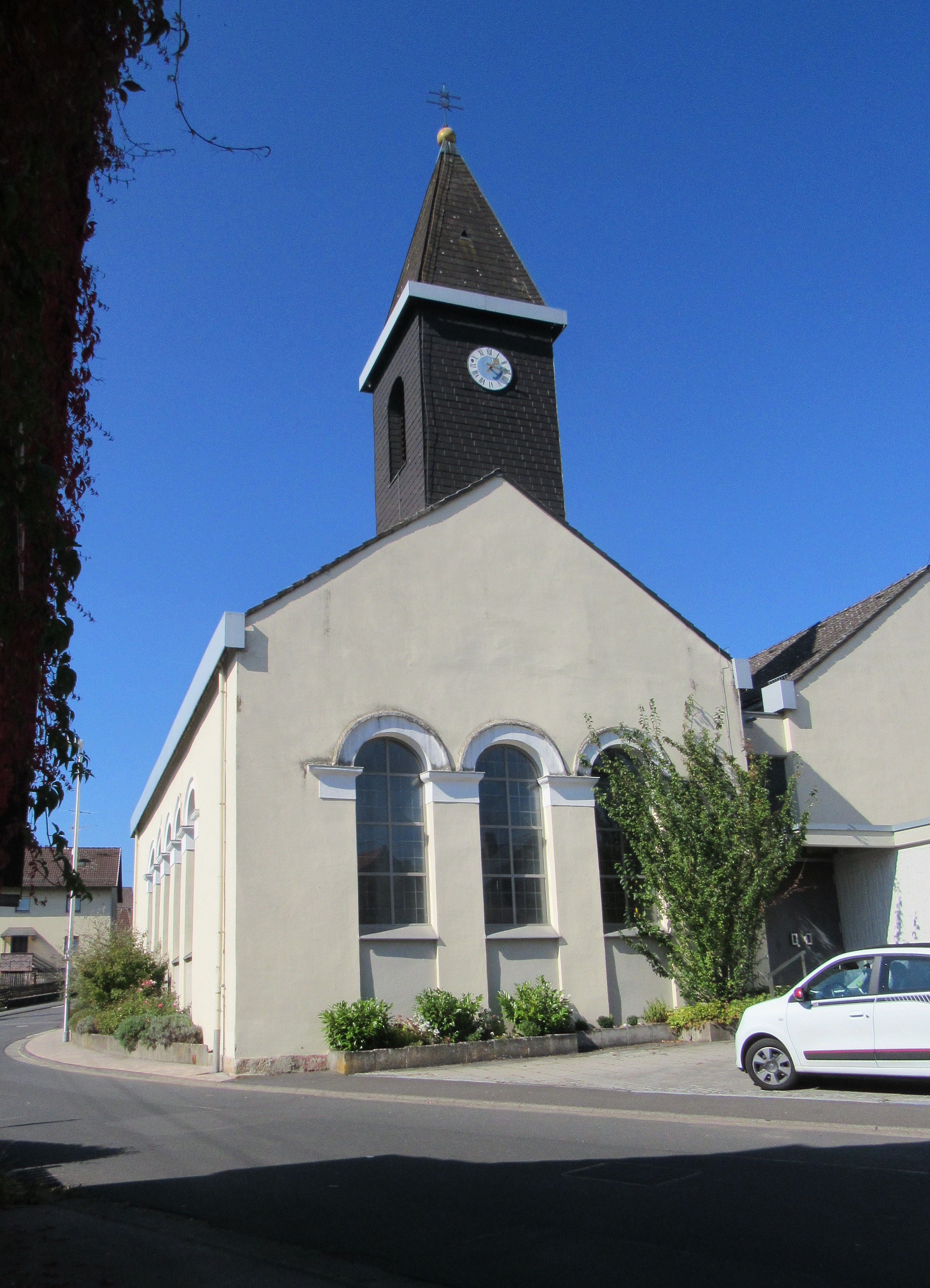
St. Ludwig-Kirche in Oehrberg

Oehrberg ist ein Gemeindeteil des Marktes Burkardroth im unterfränkischen Landkreis Bad Kissingen in Bayern.

## Geographische Lage
Das Kirchdorf Oehrberg liegt westlich von Burkardroth. Nördlich von Oehrberg verläuft die Bundesstraße 286 zwischen Bad Kissingen und Bad Brückenau. Südlich von Oehrberg verläuft die Kreisstraße KG 34, die westlich nach Singenrain und Schondra führt und ostwärts kurz vor den Burkardrother Katzenbach und Lauter in die Staatsstraße 2290 mündet.

## Geschichte
Über die Entstehungsgeschichte von Oehrberg ist nichts bekannt. Angaben in Rechnungen vom Beginn des 18. Jahrhunderts lassen eine Gründung etwa um 1694 vermuten.
Im Jahr 1693 wurde die Pfarrei Oehrberg gegründet und gehörte zunächst zur Pfarrei Oberthulba, ab 1792 zu Waldfenster, als die dortige Pfarrei entstand.
Im Jahr 1700 wurde im Rahmen von Hutrechtsstreitigkeiten das Fehlen eines Vererbungsbriefes vermerkt. Am 8. Juni 1701 heißt es im Gebrechenprotokoll, dass kein Vererbungsbrief vorliegt und daher unklar ist, ob für Oehrberg das Zentgericht des Zentgrafen von Aschach oder jener von Aura-Trimberg zuständig ist. Auf Grund von Oehrsbergs geografischer Lage wurde der Ort dem Zentgrafen von Aura-Trimburg zugeteilt.
Am 1. Januar 1972 wurde Oehrberg im Rahmen der Gebietsreform in Bayern ein Gemeindeteil von Burkardroth. Im Oktober 1971 hatten hierzu Befragungen und Abstimmungen in den nach Burkardroth eingemeindeten Dörfern stattgefunden; von den 119 abgegebenen Stimmen in Oehrberg fielen 100 zugunsten der Eingemeindung aus. Oehrbergs letzter Bürgermeister vor der Eingemeindung war Markus Rölling.

## Bevölkerungsentwicklung
| 1700 | 105 (19) | 1716 | 191      | 1733 | 180 |
| 1701 | 120      | 1717 | 193      | 1734 | 158 |
| 1702 | 134      | 1718 | 189      | 1735 | 121 |
| 1703 | 129      | 1719 | 136 (26) | 1736 | 141 |
| 1704 | 135      | 1720 | 156 (26) | 1737 | 164 |
| 1705 | 143      | 1721 | 156      | 1738 | 170 |
| 1706 | 140 (19) | 1722 | 192      | 1739 | 183 |
| 1707 | 127      | 1723 | 168      | 1740 | 174 |
| 1708 | 136      | 1724 | 156      | 1741 | 172 |
| 1709 | 141      | 1726 | 170      | 1742 | 165 |
| 1710 | 143      | 1727 | 189      | 1743 | 165 |
| 1711 | 143      | 1728 | 189      | 1961 | 440 |
| 1712 | 151      | 1729 | 210      | 1970 | 410 |
| 1713 | 156      | 1730 | 210      | 2013 | 415 |
| 1714 | 151      | 1731 | 211      | 2016 | 410 |
| 1715 | 185      | 1732 | 159      | 2017 | 404 |

## Bauwerke

### St. Ludwig-Kirche
Anfangs gab es in Oehrberg ein einfaches Kirchengebäude aus Holz, das im Jahr 1824 durch einen Neubau ersetzt wurde. Diesem wiederum folgte in den Jahren 1974/75 die heutige St.-Ludwig-Kirche, die am 25. April 1975 von Weihbischof Alfons Kempf geweiht wurde. Die Kirche verfügt über zwei Altäre.